# アーセナル (ブルガリアの企業)
アーセナル（英：ARSENAL JSCompany）は、ブルガリアのカザンラクに本拠地を置く、火器、弾薬、工作機械などを製造している会社である。

## 歴史
- 1878年 - ブルガリア軍に、物資を提供するために新しく工場が作られた。これが、アーセナルの前身である。
- 1924年 - ブルガリアの議会で、工場を移転する法案が可決され、現在のカザンラクに工場が移転した。

## 契約状況
日本のヤマザキマザックなどと契約している。

## 製造している製品
製造している製品については、アーセナルが製造している製品を参照。